# Ригамонти, Флавия
Флавия Ригамонти (итал. Flavia Rigamonti; род. 1 июля 1981 года, округ Лугано, Тичино, Швейцария) – швейцарская пловчиха, многократный призёр чемпионатов мира как в 50-метровых, так и 25-метровых бассейнах, пятикратная чемпионка Европы, двукратная чемпионка Универсиады 2007 года. Одна из сильнейших пловчих мира на дистанциях 800 и 1500 метров вольным стилем с конца 1990-х до конца 2000-х годов.
Она выиграла первую золотую медаль в международных соревнованиях на чемпионате Европы 2000 года в плавании на 800 метров. В Олимпийских играх 2000 года она была четвёртой в плавании на 800 метров вольным стилем (1,62 сек от третьего результата). Также она участвовала в плавании на 400 метров, но не прошла в финал.
В Олимпийских играх 2004 года она участвовала в двух соревнованиях, плавании на 800 метров и эстафете 4×200, но ни в одном не вышла в финал. В третий раз она участвовала Олимпийских играх в Пекине, в плавании вольным стилем на 400 и на 800 метров.
Она тренировалась в Южном методистском университете.